# Přídělek

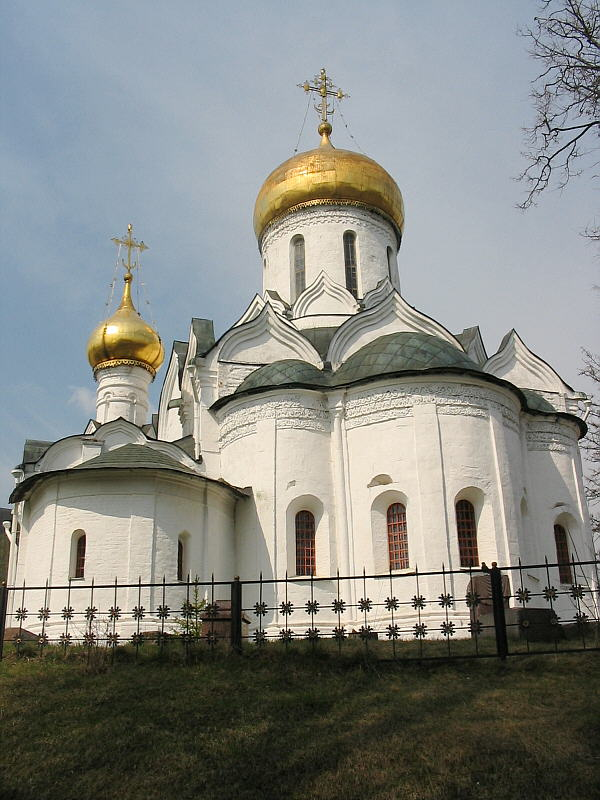
Jižní přídělek ctihodného Sávy Storoževského chrámu Narození Bohorodice Sávo-storoževského monastýru

Přídělek (rusky Приде́л) je přístavba pravoslavných chrámů nebo zvláštní vydělená část základní chrámové stavby určené k umístění vedlejšího oltáře s prestolem. Přídělky se staví proto, aby bylo možné v jeden den (například na velké svátky nebo o nedělích) v témže chrámu sloužit vícero liturgií souběžně (podle počtu přídělků), jelikož v pravoslaví je dovoleno sloužit pouze jednu liturgii v jeden den na jednom prestolu (duchovní nemůže vykonat více než jednu bohoslužbu za den).